# مدیریت تولید
مدیریت تولید عملکردی است که عهده‌دار مسئولیت برنامه‌ریزی تاکتیکی و راهبردی فراورده‌های موجود و جدید یک شرکت است. مدیریت فراورده، عملکرد چرخهٔ حیات سازمانی در درون یک شرکت است که با برنامه‌ریزی یا پیش‌نگری یا بازاریابی فراورده یا فراورده‌ها در همهٔ مراحل چرخهٔ حیات محصول سروکار دارد.
مدیریت تولید یک فعالیت درون‌سازمانی است که از پیش‌بینی، برنامه‌ریزی و بازاریابی برای محصولات یا خدمات تشکیل می‌شود. مدیر تولید همواره دغدغه توسعه محصول و بازاریابی محصول را دارد و این دو فعالیت نهایتاً منجر به افزایش درامد، افزایش سهم بازار و افزایش حاشیه سود خواهند شد. از طرف دیگر یک مدیر تولید باید در مورد تحلیل بازار و کارایی‌ها و ویژگی‌های محصول مسئولیت پذیر باشد. ازین رو در ساختارهای سازمانی مختلف بعضاً مدیر تولید یک جایگاه سازمانی مشخص و معین را دارد و در بعضی موارد عضو بخش‌های فروش و بازاریابی یا عضو بخش مهندسی محسوب می‌شود.
معمولاً برای بررسی عملکرد مدیران تولید شاخصه‌های سود و ضرر یک بنگاه مورد ارزیابی قرار میگیرد.
یک مدیر تولید باید بتواند خواسته‌ها و نیازهای بخش فروش و بازاریابی را به بخش‌های مهندسی و فرایند سازمان انتقال دهد و از طرف دیگر باید بتواند محدودیت‌های بخش مهندسی و طراحی با توجه به شناختی که از بازار و خواسته مشتریان دارد برطرف نماید تا محصول بدست آمده با هزینه‌ای منطقی بتواند پاسخگوی بخش عمده‌ای از نیازهای مشتریان باشد.

## در فیلم‌سازی
مدیر تولید در فیلم‌سازی کسی است که بودجه را در اختیار می‌گیرد تا با اقتصادی‌ترین شیوه خرجش کند. او از ریز جزئیات کار خبر دارد. او مسئول نظارت بر استخدام بازیگران، تعیین محل، خریداری یا اجاره تجهیزات و امکانات و حتی بخش حمل و نقل و سفارش غذا و ... است، تا بتواند کم هزینه‌ترین و در عین حال بهترین راه را برای به خدمت گرفتن آنها، به کار گیرد.مدیر تولید معمولاً به شکل رسمی زیر نظر مستقیم تهیه کننده اجرایی فعالیت می‌کند.